# Радомир Радомиров
Радомир Георгиев Радомиров е български фармаколог, академик на Българска академия на науките.

## Биография
Роден е на 1 април 1942 г. През 1967 г. завършва Висш медицински институт в София, след което работи по разпределение в Благоевград. В 1976 г. специализира Фармакология. От 1975 г. е кандидат на медицинските науки, от 1982 г. – доктор на медицинските науки, от 1983 г. – старши научен сътрудник ІІ ст., от 1988 г. – старши научен сътрудник І ст., от 2004 г. е член кореспондент на БАН, а от 2015 г. – академик на БАН.
Председател е на Специализирания научен съвет по физиология, патофизиология и фармакология до закриването на Висшата атестационна комисия. Председател е на Българското дружество по фармакология, клинична фармакология и терапия.
Извършва научноизследователска и приложна дейност в областта на невро-биологичните процеси и фармакологични въздействия на синаптичното предаване в нервната система и моделиране на активността на висцералната мускулатура. Специализира в Института по фармакология в Прага, Института по физиология в Киев и Института по фармакологични науки в Милано. Гост-професор е в Катедра по фармакология на Университета в Оксфорд след спечелен конкурс на Британското кралско дружество за изследователски медицински проект. Гост-лектор е в Италия, Нидерландия, Израел, Англия, Русия и др.
Има 5 авторски свидетелства, 1 метод и 3 внедрявания. Автор е на над 125 научни статии.

## Членства
Членува в научни съвети на БАН и медицински университети, национални дружества, Световна фондация за иновации /WIF/, Световен Научен Форум /WSF/ и ръководни органи на Международна организация за изследване на мозъка /Governing Council-IBRO/ и Комитет за Централна и Източна Европа /CEERC/, Европейски фармакологични дружества /Executive Committee-EPHAR, Асамблея на Международния съюз по фундаментална и клинична фармакология /General Assembly-IUBCP/.

## Отличия и награди
Носител е на Значка за Отличие на БАН, Първа награда за проект при Министерство на образованието и науката, Token in Honour of the 75th Anniversary of the Hebrew University, Jerusalem, British Royal Society Grant for joint project, Почетен знак на БАН „Марин Дринов“ на лента, Почетен знак „Signum Laudis“ на Медицински университет, гр. Варна, Почетен член на Българско физиологично дружество, Почетен знак на Институт по Невробиология на БАН, Грамота и почетен плакет на Медицински университет, Плевен.